# 白井京子 (ラジオリポーター)
白井 京子（しらい きょうこ、1977年7月26日 - ）はTBSラジオの交通情報キャスター。元954情報キャスター（現在はTBSラジオキャスター）。
血液型B型、しし座。
　

## 来歴
- 静岡県浜名郡（現在の浜松市中央区）出身。
- 浜松市立高等学校、成城大学文芸学部マスコミュニケーション学科を卒業した[1]。
- 2000年10月から[2]TBS954情報キャスターとして活動を始めた。
- 2014年12月をもって、954情報キャスターを退職した[3]。ただしフリーとして交通情報のキャスター（警視庁担当）は続ける[4]。
- 夫は元プロ野球選手で、現在TBSラジオ営業部勤務の小桧山雅仁[5]。

## 現在担当の番組
- TBSラジオ交通情報（警視庁担当）

## 過去に担当した番組
- TBSラジオ交通情報（埼玉県警担当）
- 夜な夜なニュースいぢり X-Radio バツラジ（2003年10月 - 2005年9月）
  - きゃんきゃんプランニング（2003年10月 - 2004年3月・秘書役）
  - スジいぢり!（2004年4月 - 2005年9月・隔週アシスタント）

この番組ではフルネームではなく「きょうこ」と紹介していた。
- エキサイト・スタジアム（2006年10月 - 2007年3月、水曜担当アシスタント）
- 森本毅郎・スタンバイ!（2007年 - 2014年12月、「現場にアタック」担当）
- 主なワイド番組のリポーター
- クラブ954パーソナリティ
- TBSラジオエキサイトベースボール（スタジオキャスター、2015年4月30日より不定期担当）※2015年は主に木曜日、2016年・2017年度は主に水曜日に出演。